# Entreprise unique
Dans le droit international, une «entreprise unique» ou un « groupe d'entreprises liées » est une entité œuvrant dans le champ de la concurrence commerciale et composée de toutes les entreprises qui entretiennent entre elles au moins l’une des quatre relations suivantes (Définition de l’article 3, §3, de l’annexe 1 du Règlement général d'exemption par catégorie dit RGEC 2008) : 
1. une entreprise a la majorité des droits de vote des actionnaires (ou associés) d’une autre entreprise ;
2. une entreprise a le droit de nommer ou révoquer la majorité des membres de l'organe d’administration, de direction ou de surveillance d’une autre entreprise ;
3. une entreprise a le droit d’exercer une influence dominante sur une autre entreprise en vertu d’un contrat conclu avec celle-ci , ou en vertu d’une clause des statuts de celle-ci (même en l'absence de tout lien capitalistique[2]);
4. une entreprise actionnaire ou associée d’une autre entreprise contrôle seule, en vertu d’un accord conclu avec d’autres actionnaires ou associés de cette autre entreprise, la majorité des droits de vote des actionnaires ou associés de celle-ci.

Les entreprises qui entretiennent au moins une de ces relations à travers une ou plusieurs autres entreprises sont également considérées comme appartenant à cette une entreprise unique.